# Bundesstraße 308
De Bundesstraße 308 (afkorting: B 308) is een bundesstraße in de Duitse deelstaat Beieren.
De weg begint bij Sigmarszell en loopt via Immenstadt en Sonthofen naar Bad Hindelang en is 78 kilometer lang.

## Routebeschrijving
De B308 begint in de bij afrit Sigmarszell van de A96 als verlenging van de B 31. De weg loopt  langs Sigmarszell, Scheidegg, Lindenberg waar de B32 aansluit, Oberreute, Oberstaufen naar Immenstadt im Allgäu. In Immenstadt sluit de B308 bij afrit Immenstadt-Nord aan op de B19 Vanaf hier lopen ze samen naar Sonthofen waar de B308 afbuigt en langs Bad Hindelang en via de Oberjochpas (1178 meter) bij de Oostenrijkse grens aan te sluiten op de Tannheimer Straße de B199 richting Weißenbach am Lech.
B2 · B2a · B2R · B3 · B4 · B4R · B8 · B10 · B11 · B12 · B13 · B13n · B14 · B15 · B15n · B16 · B17 · B18 · B19 · B20 · B21 · B22 · B23 · B25 · B26 · B26a · B27 · B28 · B28a · B29 · B30 · B31 · B31a · B32 · B33 · B33a · B34 · B35 · B36 · B37 · B38 · B38a · B39 · B44 · B45 · B47 · B85 · B89 · B131n · B173 · B276 · B278 · B279 · B285 · B286 · B287 · B289 · B290 · B291 · B292 · B293 · B294 · B295 · B296 · B297 · B298 · B299 · B300 · B301 · B302 · B303 · B304 · B305 · B306 · B307 · B308 · B309 · B310 · B311 · B312 · B313 · B314 · B315 · B316 · B317 · B318 · B319 · B340 · B378 · B388 · B415 · B425 · B426 · B462 · B463 · B464 · B465 · B466 · B467 · B468 · B469 · B470 · B471 · B472 · B491 · B492 · B500 · B505 · B512 · B523 · B532 · B533 · B535 · B588 · B999